# 헤이그 국제법 아카데미

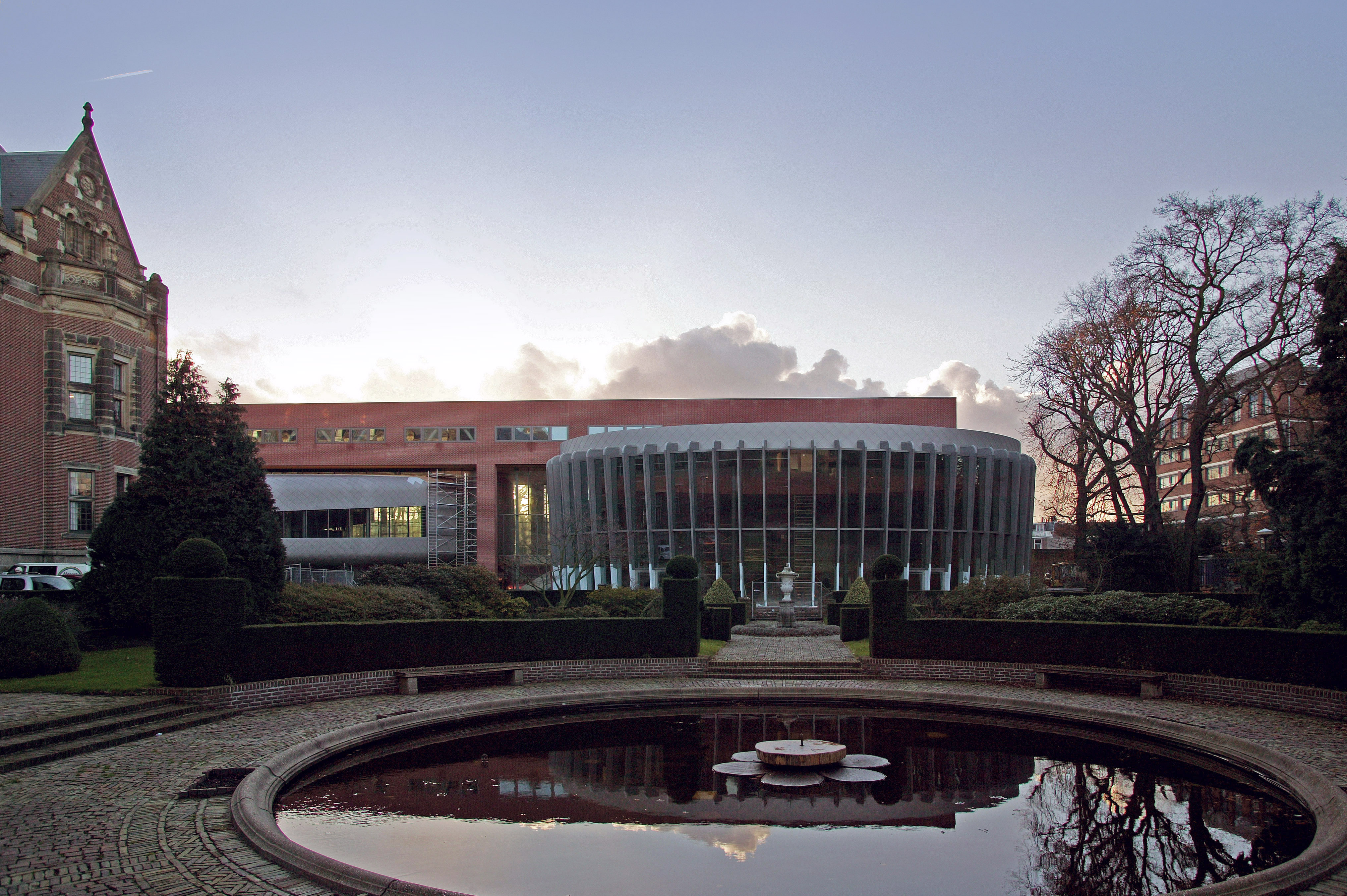

헤이그 국제법 아카데미(영어: Hague Academy of International Law)는 국제 공법과 국제 사법을 가르치는 고등 교육 기관이다. 네덜란드 헤이그의 평화궁에 있다. 헤이그는 네덜란드의 행정 수도이다. 네덜란드는 17세기에 해양 진출이 활발해져서 신흥 해양 강국이 되었으며, 이러한 때에 "국제법의 아버지"라 불리는 휘호 그로티우스를 배출하였다.
이 학교의 과정은 영어와 프랑스어로 가르친다. 평화궁에서 열리는 외부 프로그램 코스에서는 다른 언어로도 가르친다. 카네기 재단에서 학교의 창설을 도와주었고, 1914년에 만들어졌으며 1923년에 개교하였다.
1899년에 열린 제1차 만국평화회의에서 상설중재재판소의 결성에 기여한 공로로 1911년 노벨 평화상을 수상한 네덜란드의 법학자 토비아스 아세르는, 1913년 사망 전까지 이 학교의 설립을 도왔다.
이 학교는 평화궁에 같이 자리하고 있는 국제사법재판소와 매우 밀접하게 연관되어서 운영된다.